# Pyramid Head
Pyramid Head, ook bekend als Triangle Head, Red Pyramid of Red Pyramid Thing is een personage uit de Silent Hill series, een reeks van survival horror-computerspellen gepubliceerd door Konami. Hij kwam voor het eerst voor in de game Silent Hill 2 waarin hij James Sunderland (een personage uit het spel) continu volgde en probeerde te vermoorden. Masahiro Ito, de ontwerper en bedenker van de monsters uit Silent Hill 2, ontwierp Pyramid Head omdat hij een monster met een verborgen gezicht wilde creëren. Hij staat daarom vooral bekend om het enorme piramidevormige masker dat zijn gezicht verbergt.

## Ontwerp en Uiterlijk
Ito wilde "een monster met een verborgen gezicht" creëren zodat het minder menselijk en meer angstaanjagend zou lijken, maar hij was ontevreden over zijn ontwerpen, die mensen met een masker voorstelden. Toen maakte hij een ontwerp van een monster met een piramidevormig hoofd. De piramide heeft puntige hoeken en scherpe randen. Vergeleken met de andere monsters van Silent Hill 2, is de Pyramid Head het enige monster die een overdreven mannelijk uiterlijk heeft. Hij lijkt op een bleke, gespierde man, bedekt met een witte en met bloed doorweekte slagerskiel. Hij spreekt niet en heeft ook niet echt een stem, maar hij gromt en kreunt op een pijnlijke manier. Het belangrijkste kenmerk van zijn uiterlijk is zijn enorme rode, driehoekige/piramidevormige masker dat zijn hoofd moet voorstellen. Als wapen draagt Pyramid Head een enorm groot mes (die bijna even groot is als zijn volledige lichaamslengte) die ook wel "the Great Knife" wordt genoemd. Ook is Pyramid Head later te zien met een houten speer als wapen.

## Verschijningen in spellen en films

### Silent Hill 2
Nadat James Sunderland, hoofdpersonage van het spel, een brief ontving van zijn overleden vrouw Mary en arriveerde in de mistige stad Silent Hill, kwam Pyramid Head vaak tevoorschijn op verschillende gebieden in het spel. Hij verschijnt voor het eerst achter een poort, waarbij hij geen poging doet om James aan te vallen. Later in een appartement, ziet James Pyramid Head twee Mannequins (monsters die enkel bestaan uit twee paar heupen en benen) op wrede wijze vermoorden en verstopt zich uit angst in een kast. Als Pyramid Head op hem afkomt, schiet James een aantal keer met een handpistool op hem, waardoor hij gedwongen wordt om weg te gaan. Als James later bij een huis met een overstroomde benedenverdieping aankomt, is hij opnieuw getuige van een moord op een ander wezen door de Pyramid Head, die daarna James probeert te vermoorden. Na een paar minuten klinken er sirenes in de verte, en loopt de Pyramid Head de trap af, waarna vlak daarna het water wegstroomt.
James en de Pyramid Head ontmoeten elkaar niet meer tot James aankomt bij een verlaten ziekenhuis, waar de Pyramid Head hem dwars door een veiligheidsreling slaat, waardoor James lichtgewond raakt. Later achtervolgt Pyramid Head James' metgezel Maria (die erg veel lijkt op Mary) door een lange gang. Als James een lift in vlucht, sluiten de deuren zich net op het moment dat Maria ook bij de lift komt, en wordt ze gedood door de Pyramid Head. Later vindt James haar toch nog levend terug, opgesloten in een cel. Als James de plek verlaat, ziet hij Pyramid Head de gang in lopen, deze keer met een speer als wapen. Als James later weer terugkomt, blijkt Maria vermoord te zijn. Pyramid Head komt voor het laatst nog vlak voor de eindbaas tevoorschijn, waarbij nu zelfs twee Pyramid Heads te zien zijn. Opnieuw blijkt Maria toch nog levend te zijn, maar wordt opnieuw gedood doordat een van de Pyramid Heads haar rug doorboort met zijn speer. Nadat ze allebei op James afkomen en hem in een hoek drijven, plegen ze allebei zelfmoord.

### Film
Pyramid Head verschijn ook in de film Sillent Hill in 2006 als "The Red Pyramid", en wordt daarin gespeeld door Roberto Campanella. In de film zijn het hoofd en de wapens van Pyramid Head van een licht materiaal gemaakt, en zijn speciaal geverfd zodat ze erg zwaar uitzien. Voor zijn rol droeg Campanella een vijfdelige prothese, en het duurde bijna drie uur om zijn kostuum aan te doen en hem op te maken. Zijn laarzen bevatten 38 centimeter lange verborgen zolen, waardoor hij uiteindelijk 2,10 meter lang werd. Patrick Tatopoulos, wie voor de make-up en kostuums voor de monsters zorgde, heeft erg genoten van het hele project van het ontwerp van het personage. Volgens hem is de Pyramid Head het symbool voor de duistere en angstaanjagende sfeer die de stad Silent Hill zou moeten hebben.

### Silent Hill: Homecoming
Het PlayStation Magazine kondigde aan dat Pyramid Head als nieuw personage zou verschijnen in Silent Hill: Homecoming. De "Bogeyman" of boeman, zoals hij in deze game genoemd werd, kwam twee keer voor in het spel: De eerste keer in het grote hotel van Silent Hill, en de tweede keer in een kerk waar hij Alex' (hoofdpersonage van het spel) vader met behulp van zijn "Great Knife" in tweeën splitste.